# Eintracht Ahaus
Eintracht Ahaus (offiziell: Spielverein Eintracht Ahaus 1908 e. V.) ist ein Fußballverein aus Ahaus in Nordrhein-Westfalen. 

## Historie
Der Verein wurde am 18. September 1907 als Ahauser Ballspielclub gegründet. Das erste Spiel der Vereinsgeschichte fand erst 1908 gegen eine Mannschaft aus Rheine statt. Aus diesem Grund zählt das Jahr 1908 als Gründungsjahr. 1920 trat der Verein dem Westdeutschen Spiel-Verband bei. Vier Jahre später fusionierte der Ballspielclub mit einem namentlich nicht bekannten Verein zur Ahauser Spielvereinigung 08. Im Jahre 1934 wurden alle Ahauser Sportvereine zum Turn- und Sportverein 1892 Ahaus vereinigt. Nach dem Zweiten Weltkrieg wurde daraus der heutige Spiel-Verein Eintracht 08 Ahaus.
1953 gelang der Eintracht erstmals der Aufstieg in die Landesliga, damals die höchste Amateurliga in Westfalen. Zwei Jahre später folgte der Abstieg in die Bezirksklasse, ehe 1966 der erneute Sprung in die Landesliga gelang. Im Jahre 1968 gelang den Ahausern der Aufstieg in die 1956 eingeführte Verbandsliga Westfalen. Nach einem siebten Platz in der Aufstiegssaison 1968/69 folgte 1971 der Abstieg in die Landesliga. 1973 ging es herunter in die Bezirksliga, ehe 1976 mit dem Abstieg in die Kreisliga der sportliche Tiefpunkt erreicht wurde.
Es folgten weitere Landesligagastspiele zwischen 1982 und 1984 und von 1994 bis 1996. In der Saison 2009/10 schaffte die Eintracht als Bezirksligameister die Rückkehr in die Landesliga Westfalen, nachdem die Eintracht in den vorangegangenen 14 Bezirksligajahren neunmal Vizemeister wurde. 2025 wurde die Eintracht Vizemeister der Landesliga hinter dem FC Nordkirchen. In der Aufstiegsrunde zur Westfalenliga verloren die Ahause zunächst mit 2:5 gegen den FC Kaunitz, schafften dann aber nach einem 2:1 gegen Borussia Dröschede doch noch den Aufstieg.

## Persönlichkeiten
- Cihan Bolat
- Dieter Meis

## Saisonbilanzen
Grün unterlegte Platzierungen kennzeichnen einen Aufstieg.
| Saison  | Kl. | Liga                   | Platz (von) | S  | U  | N  | Tore  | Punkte |
| ------- | --- | ---------------------- | ----------- | -- | -- | -- | ----- | ------ |
| 2002/03 | 7   | Bezirksliga Staffel 11 | 2. (16)     | 18 | 7  | 5  | 69:33 | 61     |
| 2003/04 | 7   | Bezirksliga Staffel 11 | 4. (16)     | 14 | 6  | 10 | 54:41 | 48     |
| 2004/05 | 7   | Bezirksliga Staffel 11 | 2. (16)     | 14 | 7  | 9  | 68:42 | 49     |
| 2005/06 | 7   | Bezirksliga Staffel 11 | 2. (16)     | 16 | 6  | 8  | 57:32 | 54     |
| 2006/07 | 7   | Bezirksliga Staffel 11 | 3. (16)     | 16 | 2  | 12 | 72:46 | 50     |
| 2007/08 | 7   | Bezirksliga Staffel 11 | 2. (16)     | 15 | 10 | 5  | 62:36 | 55     |
| 2008/09 | 8 1 | Bezirksliga Staffel 11 | 7. (16)     | 11 | 9  | 10 | 44:41 | 42     |
| 2009/10 | 8   | Bezirksliga Staffel 11 | 1. (16)     | 18 | 10 | 2  | 57:18 | 64     |
| 2010/11 | 7   | Landesliga Staffel 4   | 6. (16)     | 13 | 8  | 9  | 67:53 | 47     |
| 2011/12 | 7   | Landesliga Staffel 4   | 7. (16)     | 13 | 6  | 11 | 63:63 | 45     |
| 2012/13 | 7   | Landesliga Staffel 4   | 7. (16)     | 14 | 6  | 10 | 52:44 | 48     |
| 2013/14 | 7   | Landesliga Staffel 4   | 7. (16)     | 13 | 6  | 11 | 57:46 | 45     |
| 2014/15 | 7   | Landesliga Staffel 4   | 6. (16)     | 13 | 8  | 9  | 61:48 | 47     |
| 2015/16 | 7   | Landesliga Staffel 4   | 7. (16)     | 12 | 5  | 11 | 43:45 | 41     |
| 2016/17 | 7   | Landesliga Staffel 4   | 6. (16)     | 12 | 10 | 8  | 46:40 | 46     |
| 2017/18 | 7   | Landesliga Staffel 4   | 7. (16)     | 11 | 8  | 11 | 42:44 | 41     |
| 2018/19 | 7   | Landesliga Staffel 4   | 4. (16)     | 17 | 6  | 7  | 76:45 | 57     |